# Drahtwort

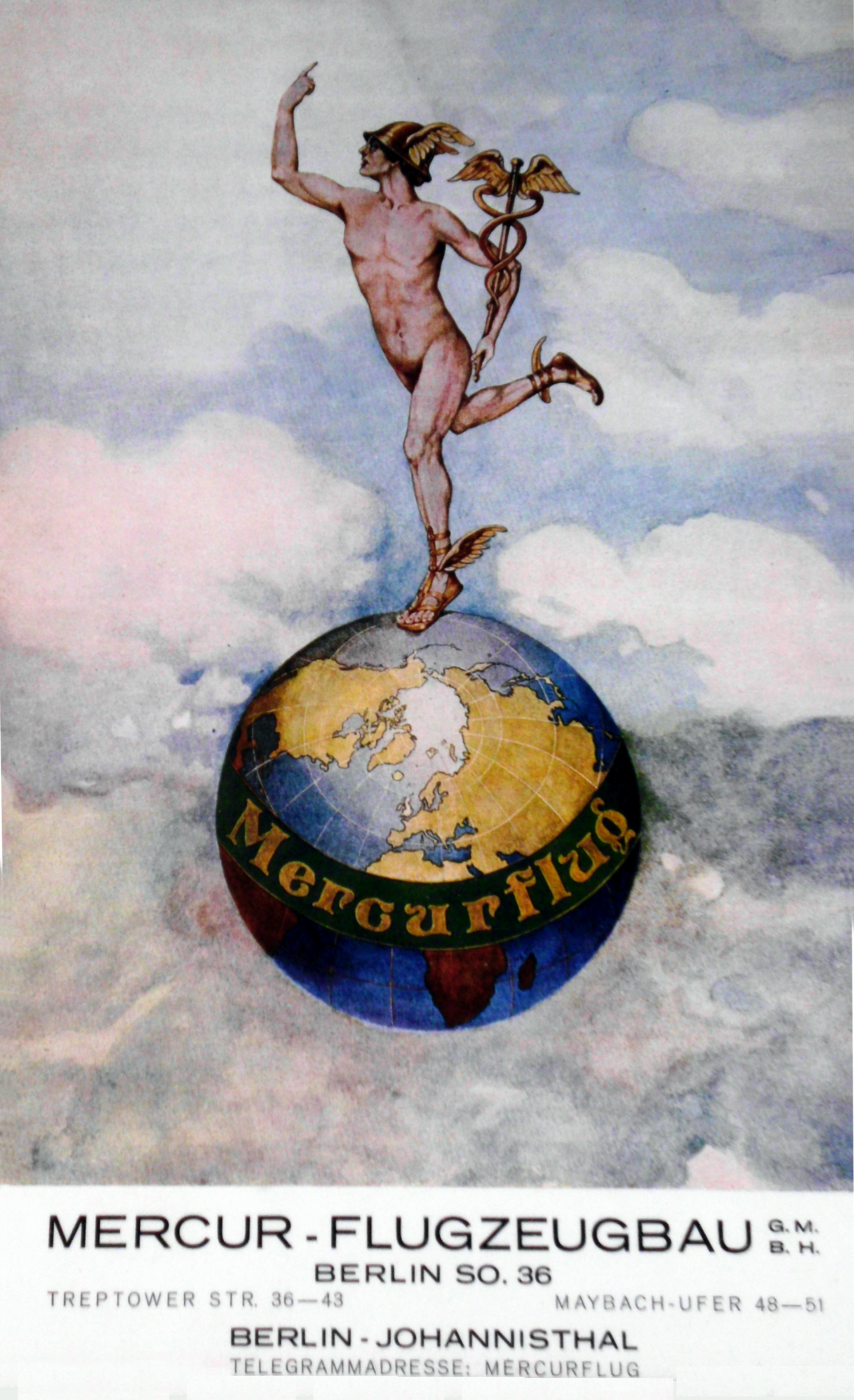
Werbeposter mit Telegrammadresse: Mercurflug

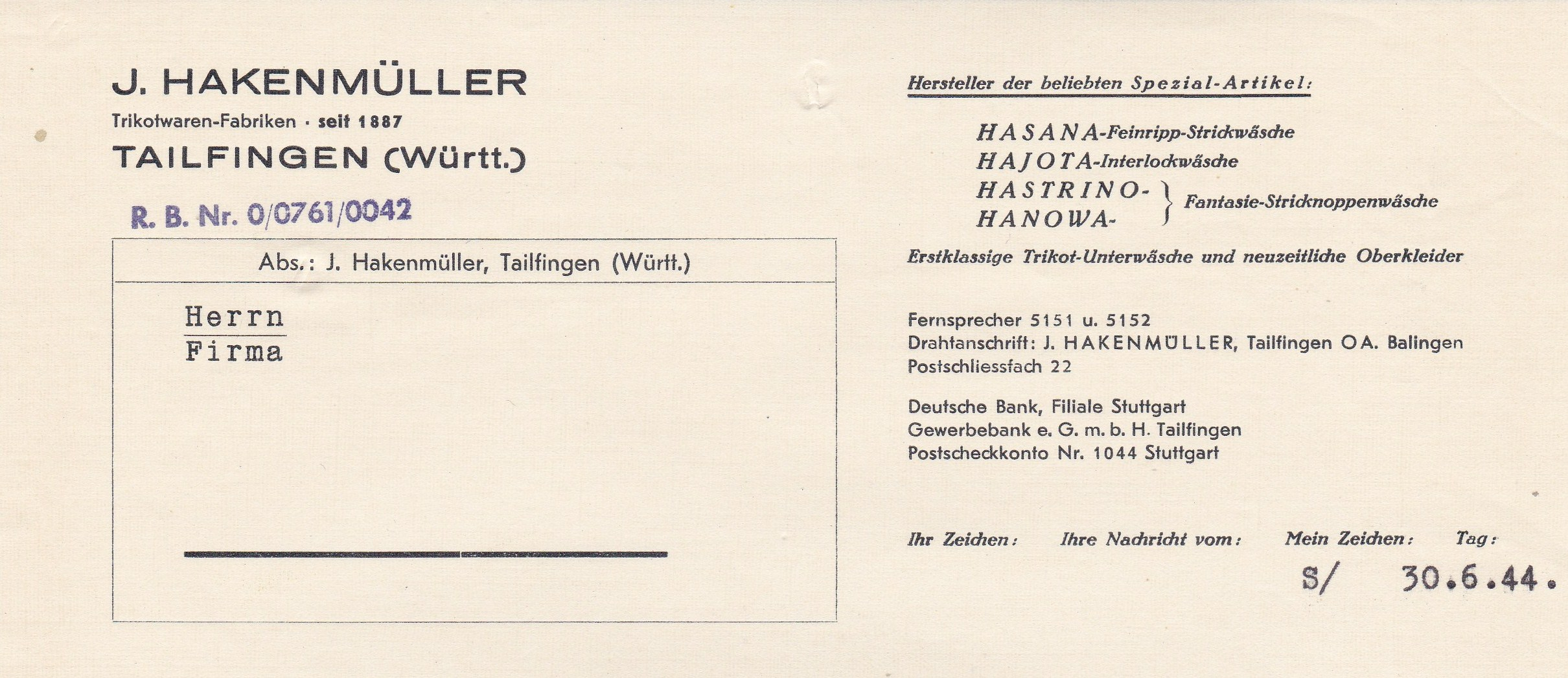
Briefkopf mit Drahtanschrift

Das Drahtwort, auch Draht-Adresse oder Drahtadresse, Drahtanschrift oder Telegrammadresse (Telegr.-Adr.) genannt, ist eine Kurzadresse für Telegramme, die früher besonders von Unternehmen verwendet wurde.

## Geschichte
Das Telegrafenamt konnte aus der Liste der vergebenen Drahtwörter die Empfängeradresse zuordnen. Da bei der Gebührenabrechnung von Telegrammen die Anzahl der Wörter maßgeblich war, konnte sich der Absender so die kostspielige Übertragung der vollständigen Adresse ersparen. Neben dem „Fernruf“ (der Telefonnummer) und der Fernschreibnummer war das Drahtwort ein Standardbestandteil im Briefkopf eines Unternehmens.

## Beispiele
Statt der Adresse „Spazierstock- und Regenschirmfabrikation Pogge, Berlin-Grunewald, Chausseestraße 12–18“ lautete das Drahtwort nur kurz „poggeberlin“. Nachfolgend in alphabetischer Reihenfolge eine Auswahl bekannter Beispiele:
- Das Drahtwort „Austro-Daimler“ hatte die Österreichische Daimler Motoren Gesellschaft und wurde schließlich unter dieser Kurzbezeichnung bekannt.
- Die Chiffriermaschinen Aktiengesellschaft, ein von 1923 bis 1934 bestehendes deutsches Unternehmen, das die Schlüsselmaschine Enigma entwickelte, nutzte als Drahtanschrift: Chiffrier Berlin (siehe auch Weblinks).
- Bei den Unternehmen Degussa (Deutsche Gold- und Silber-Scheide-Anstalt) und Hanomag (Hannoversche Maschinenbau AG) etablierten sich aus ihren Drahtwörtern später sogar ihre Firmennamen.
- Die Mercur Flugzeugbau in Berlin nutzte „Mercurflug“ als Drahtwort (Bild).
- Die Metallpatronen AG stellte die Parabellumpistole her und hatte das Drahtwort „Parabellum“.
- Das Drahtwort „Telefunken“ für die Gesellschaft für drahtlose Telegraphie m.b.H., System Telefunken, wurde  zum Markenzeichen der Firma.
- Die Leipziger Fellhandelsfirma Arthur E. Franke hatte um 1925 als Drahtanschrift, selbstironisierend, das Wort „Marderschwarte“, die Bezeichnung für ein Marderfell besonders schlechter Qualität.[4]

## Historische Gebühren
Eine Telegramm-Kurzanschrift kostete sowohl 1974 als auch 1986 monatlich 5 DM.